# Partido de Defensa del Ciudadano
Partido de Defensa del Ciudadano fou un partit polític fundat el desembre de 1933 a Barcelona sota el nom d’Agrupación de Defensa del Ciudadano.
La seva finalitat principal era “millorar la situació econòmica i cultural del ciutadà espanyol”. Inicialment, el president fou Juan Montané Sabaté, però més endavant va ser reemplaçat per Manuel Estremera Estella. Tot i els canvis, l’organització continuava activa al febrer de 1936.